# شمشون (فلم 1914)
شمشون، فيلم أمريكي من إنتاج عام 1914، للمخرج هارولد لويد. هو فيلم درامي قصير ليس له صيت يذكر.

## الممثلون
- جيه وارين كيريغان بدور شمشون
- جورج بيريولات بدور والد شمشون منوح
- لولي وارنتون بدور زوجة منوح
- كاثلين كيريغان بدور دليلة
- إيديث بوستويك بدور زوراه، زوجة شمشون